# Little Miami (reka)
Little Miami reka(Shawnee Cakimiyamithiipi) je pritok reke Ohio, ki teče v 179 km skozi pet okrožij v jugozahodnem Ohiu v Združenih državah. Little Miami se vzhodno od Cincinnatija pridruži reki Ohio]. Tvori dele meja med okrožjema Hamilton in Clermont ter med okrožjema Hamilton in Warren. Reka Little Miami je ena od 156 ameriških rek, ki jih je ameriški kongres ali minister za notranje zadeve razglasil za nacionalno divjo in slikovito reko, po kateri je dobila ime sosednja slikovita pot Little Miami.